# 正親町三条公統
正親町三条 公統（おおぎまちさんじょう きんおさ）は、江戸時代前期から中期の公卿。官位は正二位・権大納言。初名は公光（きんみつ）。

## 経歴
寛文13年（1673年）に叙爵。以降累進して、侍従・右近衛少将・右近衛中将を歴任。元禄8年（1695年）父公廉の薨去を受けて正親町三条家を継いでいた叔父の実久も薨去したため、正親町三条家を相続した。同年に参議となり、公卿に列している。その後、権中納言を経て、正徳元年（1711年）に権大納言に就任している。正徳2年（1712年）には神宮伝奏に就任。享保2年（1717年）には踏歌節会内弁をつとめた。享保3年（1718年）に神宮伝奏を辞職。享保4年（1719年）には権大納言も辞した。同年中に薨去。享年52であった。

## 系譜
- 父：正親町三条公廉
- 母：不詳
- 養父：正親町三条実久
- 妻：不詳
  - 養子：正親町三条実彦（実父は滋野井公澄）
  - 養女：穂波晴宣室（実父は吉田兼敬）